# Prunus havardii
Prunus havardii — вид квіткових рослин із підродини мигдалевих (Amygdaloideae).

## Біоморфологічна характеристика
Кущ, дуже розгалужений, 10–20 дм, колючий. Гілочки запушені. Листки опадні; ніжка 1–3 мм, голий чи запушений; пластина ромбічна, обернено-яйцеподібна чи віялоподібна, 0.5–1.6(2) × 0.2–0.8(1.4) см, краї зазубрені або зубчасті в дистальній 1/2, зубці від тупих до гострих, рідко залозисті, верхівка від округлої до тупої, поверхні дещо запушені. Суцвіття — поодинокі квітки. Квіти розпускаються після появи листя; гіпантій дзвіночковий, 2.5–3 мм, зовні голий; чашолистки від розпростертих до відігнутих, трикутні, 0.7–1 мм, краї цілі, поверхні голі; пелюстки білі, обернено-яйцюваті, 2 мм. Кістянки червонувато-коричневі, яйцюваті, 8–11 мм, запушені; мезокарпій від шкірястого до сухого; кісточки яйцеподібні, злегка приплюснуті. Цвітіння: квітень–червень; плодоношення: червень–серпень.

## Поширення, екологія
Ареал: Техас, США, Мексика (Чіуауа). Населяє сухі скелясті схили каньйонів, вапняковий ґрунт, магматичні породи; 700–1700 м.